# Die drei Mannequins
Pour plus de détails, voir Fiche technique et Distribution.
Die drei Mannequins (en français Les Trois mannequins) est un film allemand réalisé par Jaap Speyer sorti en 1926.

## Synopsis
Trois jeunes femmes des Années folles ont leur rêve : défiler sur les podiums, montrer des robes et devenir mannequins. Chacun d'elles a une origine différente et peut-être aussi l'une ou l'autre illusion dans sa tête quand il s'agit du métier de mannequin, de modèle.
La première est une enfant de la rue et a des ambitions élevées (mais peut-être pas très réalistes). Elle devient l'amante d'un banquier puis entre dans l'industrie du cinéma, où elle échoue à cause de son manque indéniable de talent. Au moins, elle trouve un homme chez un jeune vendeur de magasin qui est sérieux à son sujet.
La deuxième est du type plutôt discrète, insignifiante. Elle aussi rêve d'avancement (social), mais doit se rendre compte que les arbres ne poussent pas jusqu'au ciel et retourne alors avec remords vers son compagnon, un simple serveur.
La troisième à son tour, bien qu'issue d'une famille noble, veut être sur les podiums par un besoin d'indépendance. Son fiancé soi-disant aristocratique rompt alors ses fiançailles et s'avère être un imposteur sordide qui, à cause de son activité et de son extravagance, se retrouve en prison. Elle est également rejetée par ses parents car, à ses yeux, mannequin n'est pas un métier socialement acceptable pour une demoiselle bien élevée issue des "meilleurs milieux". Ils sont amèrement déçus, car ils pensaient que leur fille s'était lancée dans le métier de secrétaire. Mais alors la destinée de la troisième mannequin s'améliore, elle rencontre un homme qui, en tant que voyageur d'affaires compétent pour une entreprise, n'a pas de titre de noblesse, mais a beaucoup de décence et d'amour pour la jeune femme.

## Fiche technique
- Titre original : Die drei Mannequins
- Réalisation : Jaap Speyer
- Scénario : Max Glass
- Musique : Willy Schmidt-Gentner
- Direction artistique : Hans Jacoby (de)
- Photographie : Gustave Preiss (de)
- Société de production : Terra Filmkunst
- Société de distribution : Terra Filmverleih
- Pays de production : Allemagne  République de Weimar
- Langue : allemand
- Format : Noir et blanc - 1,33:1 - 35 mm
- Genre : Drame
- Durée : 1 950 m
- Date de sortie :
  - Allemagne  République de Weimar : 7 août 1926.

## Distribution
- Grit Haid (de), Helga Molander, Elisabeth Pinajeff : les trois mannequins
- Anton Pointner : Fred, gérant et acheteur
- Hans Albers : L'imposteur
- Paul Graetz : Meyer, le magasinier
- Ferry Sikla : Le conseiller commercial
- Hermann Picha : Le directeur d'une école de mannequins
- Lydia Potechina : Mme Gold, propriétaire d'un salon de mode

ainsi que Hans Brausewetter, Robert Garrison (de), Siegfried Berisch, Kurt Gerron, Emil Heyse (de), Jenny Marba (de), Paul Morgan, Toni Tetzlaff (de).

## Production
Die drei Mannequins est tourné en mai et juin 1926 au Terra-Glashaus (Berlin), passe la censure cinématographique le 5 août 1926 (interdiction aux jeunes) et diffusé deux jours plus tard au Marmorhaus de Berlin.

## Source de traduction
- (de) Cet article est partiellement ou en totalité issu de l’article de Wikipédia en allemand intitulé « Die drei Mannequins » (voir la liste des auteurs).